# じゃがいも (みんなのうた)
「じゃがいも」は、ソビエト連邦（現：ロシア）の童謡。日本語訳版が1968年8月にNHKの『みんなのうた』で放送された。
訳詞：森おくじ、編曲：小林秀雄、歌：西六郷少年少女合唱団。

## 概要
夏の野山を舞台に、元気なボーイスカウト団員たちが夜にキャンプファイヤーでジャガイモを焼いて食べることで、ジャガイモが大好きなことを大らかに訴える楽曲。放送では3番と4番の間に間奏が入り、5番はオリジナルとは違う調で、最後にはオリジナルにはない「♪好きさー!!」という歌詞が加わった。映像はアニメーションで、この時期常連の中原収一が担当、5番では実写のジャガイモを沢山使ったアニメが使われた。
2年後の1970年8月・9月に再放送されたのみ（2007年12月31日にはNHK-FMの『今日は一日みんなのうた三昧』では放送された）で、DVDには未収録だったが、2011年からの「みんなのうた発掘プロジェクト」で映像が発見され、2012年3月15日深夜（3月16日未明）放送の『みんなのうた発掘スペシャル』で42年ぶりに再放送された。